# Ризадеевский
Ризадеевский — посёлок в городском округе город Выкса Нижегородской области России. Входит в состав административно-территориального образования город Выкса. Население — 151 (2010) чел.

## Общая физико-географическая характеристика
Географическое положение
По автомобильным дорогам расстояние до областного центра — города Нижнего Новгорода — составляет 200 км, до окружного центра — города Выксы — 5,8 км. Возле посёлка расположен Верхневыксунский пруд. Абсолютная высота — 107 метров над уровнем моря.
Часовой пояс
Ризадеевский, как и вся Нижегородская область, находится в часовой зоне МСК (московское время). Смещение применяемого времени относительно UTC составляет +3:00.

## Население
| 1999 | 2002 | 2010 |
| ---- | ---- | ---- |
| 165  | ↘154 | ↘151 |

Национальный состав
Согласно результатам переписи 2002 года, в национальной структуре населения русские составляли  96 % из 154 человек.